# Leporinus octomaculatus
Leporinus octomaculatus é uma espécie de peixe da família dos anostòmids e da ordem dos caraciformes. Os machos podem alcançar 6,9 cm de comprimento. Viu em zonas de clima tropical, na América do Sul, mais especificamente, no rio Arinos, da bacia do rio Tapajós, no Brasil.